# 南華山
南華山（意為「小水池之山」），亦稱能高主山北峰、能高北峰，是台灣中央山脈北段主脊上著名高山奇萊山南側的高峰，最高峰標高3,198公尺，其南側約260公尺處的山肩設有三等三角點編號5942，標高3,184公尺，百岳排名第76、八瘦之一，位於花蓮縣秀林鄉銅門村與南投縣仁愛鄉都達村之間。南華山雖又稱為能高北峰，但在地形學中與奇萊山屬於同一山塊，而與能高山被能高埡口所分隔屬不同山塊。能高越嶺道在南華山南南西方約1.5公里與能高山的鞍部能高埡口越嶺中央山脈主脊。南華山附近北邊接連奇萊南峰、南邊接連能高山等山。一般登山行程安排是以能高越嶺道的天池山莊為基地，在天池登上主脊後連登北側的奇萊南峰、南側的南華山，合稱為「奇萊南華」，亦可再循稜線向南縱走至能高埡口，再由能高越嶺道返回天池山莊。